# Венцислав Диков
Венцислав Диков е български музикант, композитор и художник.

## Биография
Завършва класическа китара в „НМА Панчо Владигеров“, в класа на Росен Балкански и в „Hochschule für Musik“, Münster, Германия, в класа на Райнберт Еверс. Изнася самостоятелни концерти у нас и в чужбина (Германия, Франция, Белгия, Япония). Репертоарът му се простира от барок до съвременност.
Преподавател е по камерна музика е в „НМУ Любомир Пипков“.
Венцислав Диков е активен и като композитор на музика за камерни ансамбли (дуо, трио, квартет). Композициите му са изпълнявани на музикални фестивали у нас и в чужбина (Франция, Белгия, САЩ, Аржентина).
Участва в ансамбли за импровизационна музика, заедно с музиканти като саксофонистът Robert Würz (Германия), кото-изпълнителката Reiko Imanishi, Япония и др.
Освен на китара, свири на пиано, кавал, японска флейта Шакухачи и др.

Венцислав Диков се занимава и с изобразително изкуство. Основното му изразно средство е фигуративна и абстрактна живопис, която се допълва от фотография, скулптура, инсталация и др. Стилово е повлиян от наивизъм, сюреализъм, експресионизъм и др. Имал е над двадесет и пет самостоятелни изложби в България, Япония, Южна Корея, Франция, Германия, Испания, Люксембург и др.